# Martin Mester
Martin Mester (* 20. července 1976 Český Těšín, známý též pod pseudonymem Martin Czehmester či Jarda Malek) je profesionálním kulturistou v kategorii Men's physique IFBB PRO, který byl sponzorován společnosti Nutrend a patří ke špičce v této kategorii. Pracuje jako trenér, fitness model a je známý i svojí tvorbou na YouTube.
V minulosti působil ve Španělsku jako herec, kde spolupracoval zejména s režisérem José Luisem Moreno.

## Získané tituly
- 1. místo NPC West Coast Classic[7]
- 1. místo Iron man naturally Los Angeles
- 1. místo Iron man naturally masters
- 1. místo Historicky první vítěz Arnold Classic Evropa[8]
- 3. místo Arnold Classic USA
- 1. místo Muscle Beach
- 1. místo Muscle Beach masters
- 3. místo Europa show of champions Orlando
- 2. místo Europa show of champions masters
- 2. místo Jay Cutler Dessert Classic